# Coenosia benoisti
Coenosia benoisti este o specie de muște din genul Coenosia, familia Muscidae, descrisă de Seguy în anul 1932.
Este endemică în Ecuador. Conform Catalogue of Life specia Coenosia benoisti nu are subspecii cunoscute.